# Musaranya llúdria del Ruwenzori
La musaranya llúdria del Ruwenzori (Micropotamogale ruwenzorii) es troba a la República Democràtica del Congo i a Uganda.